# 弗雷德里克·沃克·鲍德温
弗雷德里克·沃克·鲍德温（Frederick Walker Baldwin，1882年1月2日—1948年8月7日），又名凯西·鲍德温，加拿大改革领袖罗伯特·鲍德温的孙子，水翼艇和航空先驱，著名发明家亚历山大·格雷厄姆·贝尔的合伙人。他于 1909-32 年间担任格雷厄姆贝尔实验室经理，并于 1933-37 年间在新斯科舍省议会中代表维多利亚，在布雷顿角高地国家公园的创建过程中发挥了重要作用。 1908年，他成为第一位驾驶飞机的加拿大人和英国人。

## 人物传记
凯西·鲍德温出生于安大略省多伦多市，曾就读于雷德利学院（Ridley College），担任过重要的学生领导职务，获得过布莱克金奖（Blake Gold Medal），并担任板球队队长。1906 年，他从多伦多大学机电工程专业毕业，并于当年夏天前往新斯科舍省的巴代克，拜访了他的大学同学道格拉斯·麦卡迪和著名发明家亚历山大·格雷厄姆·贝尔。1907 年 10 月 1 日，在贝尔的妻子梅布尔-哈伯德-贝尔的鼓励和慷慨资助下，贝尔、鲍德温、麦柯迪以及两位美国人格伦-柯蒂斯和托马斯·塞尔弗里奇成立了空中实验协会（AEA），其明确目的就是 "飞上天空"。

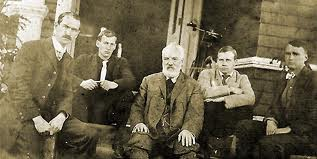
航空实验协会。凯西（右二）、贝尔（中）、麦柯迪、柯蒂斯和塞尔弗里奇

鲍德温利用他的工程技能帮助建造了银镖和其他几架实验飞机。 1908 年 3 月 12 日，他在纽约库卡湖成为第一位驾驶飞机的加拿大人，也是北美的第三位或第四位驾驶飞机的人。 William Whitney Christmas 声称，他于 1907 年 9 月至 1908 年 3 月期间在弗吉尼亚州费尔法克斯附近的不同日期首次驾驶了他的飞机。当然，前两位成功的飞行员是著名的莱特兄弟，但似乎永远无法确定Christmas或鲍德温是否是所谓的“第三人”。 
鲍德温还帮助设计和制造了 "白翼 "飞机和 "红翼 "飞机，并于 1908 年在纽约哈蒙德斯港驾驶后者进行了动力飞机飞行的公开演示。
1908 年夏天，凯西·鲍德温和亚历山大·格雷厄姆·贝尔开始讨论动力水上飞机，并开始制造和测试各种类型的水上飞机，然后转而建造一种可以从水中起飞的飞机，两人称之为 "水翼飞机"。虽然该项目被暂时搁置，但 1919 年，鲍德温还是制造出了 HD-4 型水翼船，并在 Bras d'Or 湖上创造了每小时 70.86 英里的世界水上速度记录。然而，该水翼船在商业上并不成功，HD-4 项目于 1921 年终止。
亚历山大-格雷厄姆-贝尔去世（1922 年 8 月 2 日）后，凯西-鲍德温作为格雷厄姆-贝尔实验室主任，继续在布雷顿角造船和进行水翼实验。贝尔在 1922 年的遗言是 "支持凯西"，鼓励他的家人继续鲍德温的工作。作为当地的名人，鲍德温于 1933 年当选为维多利亚郡省议员。他是美国巡航俱乐部的创始人之一。
1948 年，凯西-鲍德温在新斯科舍省的 Beinn Bhreagh 去世。1974 年他被追授为加拿大航空名人堂成员。为了纪念他，加拿大航空航天研究所每年都会向在《加拿大航空航天杂志》上发表最佳论文的作者颁发凯西-鲍德温奖。